# Conceição das Pedras
Conceição das Pedras är en kommun i Brasilien.   Den ligger i delstaten Minas Gerais, i den sydöstra delen av landet, 800 km söder om huvudstaden Brasília. Antalet invånare är 2 749.
Omgivningarna runt Conceição das Pedras är en mosaik av jordbruksmark och naturlig växtlighet. Runt Conceição das Pedras är det ganska glesbefolkat, med 32 invånare per kvadratkilometer.